# جوزيف ويرتز
جوزيف ويرتز (بالفرنسية: Joseph Wirtz)‏ هو رامي مطرقة فرنسي، ولد في 5 يناير 1912 في Téterchen ‏ في فرنسا، وتوفي في 12 سبتمبر 1991 في بولاي موزيل في فرنسا.

## وصلات خارجية
- جوزيف ويرتز على موقع أوليمبيديا (الإنجليزية)